# Еней
Ене́й (грец. Αινείας, лат. Aeneas) — герой античної міфології, син Анхіса й Афродіти; після Гектора найславетніший герой Трої, володар дарданців.
За свідченням «батька історії» Геродота, після поразки в Троянській війні від ахейців (греків) частина троянців (тевкрів) на чолі з царем Енеєм прибули до Італії. Про це також писав стародавній автор Стесіхор (VII ст. до н. е.). Ці свідчення лягли в основу давньоримського культу Енея як предка всіх римлян.

## Еней у міфах

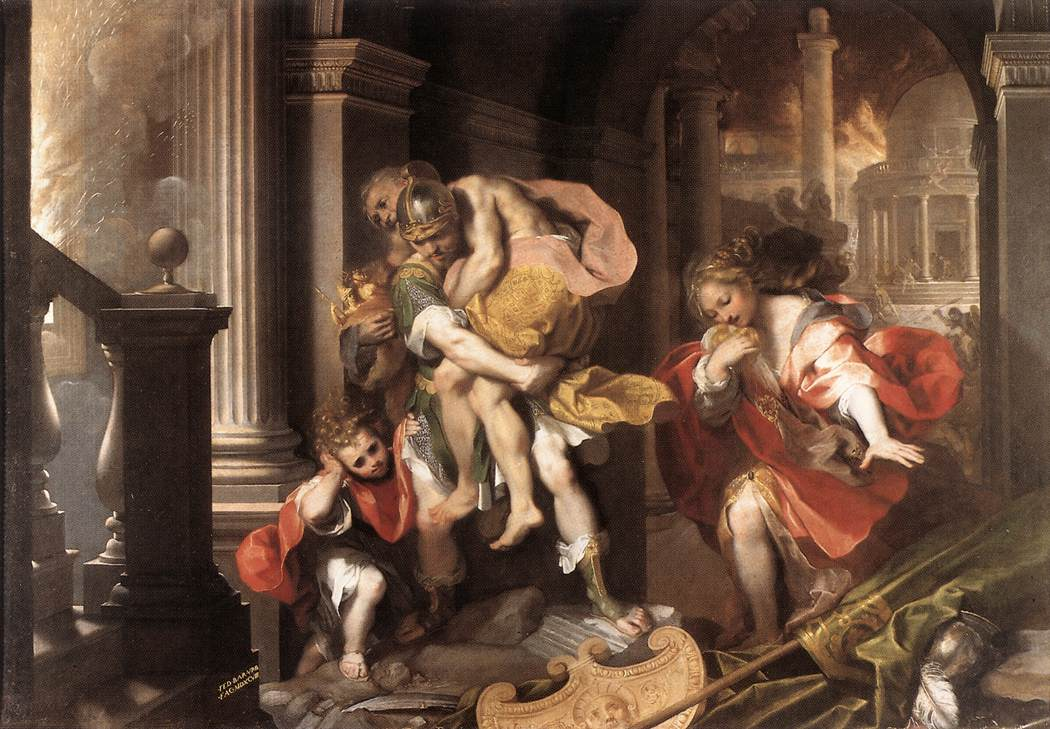
Втеча Енея з Трої. Еней несе свого старого батька Анхіса. Картина Федеріко Бароччі 1598 року

### Походження
Еней був далеким нащадком царя Дардана і його внука Троса, за іменем якого було названо місто Троя. За «Іліадою», Еней походив від царя Троя. У Троса було три сина: Ганімед, Іл і Ассарак. Ассарак мав онука Анхіса, котрого вподобала богиня Афродіта (у римлян Венера). Набувши вигляду смертної жінки, вона назвалася дочкою фригійського царя Ортея. Афродіта вигадала історію начебто бог Гермес (Меркурій) переніс її до Трої, щоб там вона вийшла заміж за Анхіса. Після ночі, проведеної з Анхісом, богиня показала йому свою справжню подобу і пообіцяла, що народжений від нього син Еней стане правителем троянців. Енея вона народила на горі Іда та віддала на виховання німфам.

### Еней у Троянській війні

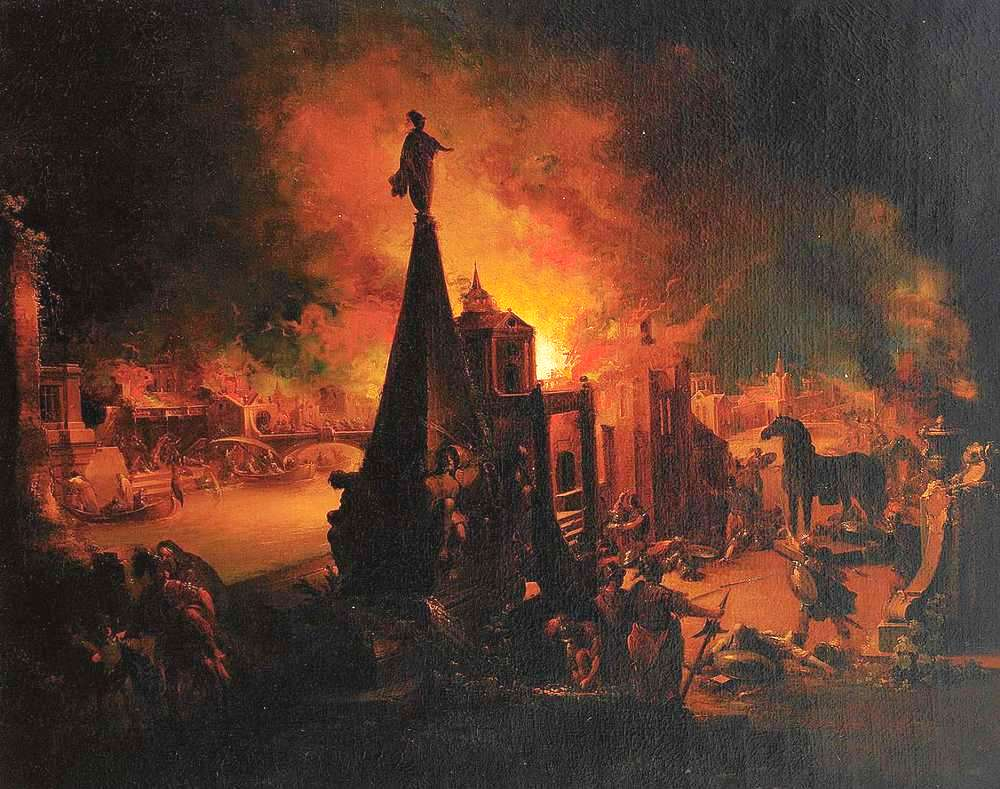
Спалення Трої. Картина Йогана Траутмана XVIII ст.

У перші дні Троянської війни Еней не брав у ній участі, та коли Ахіллес напав на нього й відтиснув до міста Лірнесс, Еней повів свої загони проти греків. У двобоях з Діомедом та Ахіллесом його врятувала від загибелі Афродіта, а потім Посейдон, наславши несподівану темряву. Еней вирішив взяти рідню, кількох супутників і статуетки богів пенатів, щоб в іншому місці заснувати нову Трою. За «Енеїдою» Вергілія, Еней залишив Трою під час падіння міста. Він забрав із собою сина Асканія (Юла) і на своїх плечах виніс старого батька Анхіса. Його дружина Креуса загинула під час зруйнування міста.
Скоро вони потрапили до рук греків, але їхній вождь Агамемнон, вражений безстрашністю і великодушністю Енея, дозволив йому покинути Трою і навіть взяти з охопленого вогнем міста все, чого той забажає. Герой встиг зібрати багато скарбів, набрав більше людей і вже на чолі значного флоту покинув береги Малої Азії.

### Подорож Енея
Зібравши вцілілих троянців, Еней відплив на захід в пошуках місця, де зможе заснувати нове царство. Спочатку він попрямував на острів Самофракію. Там відвідав храм богів кабірів і пожертвував їм свій щит. Відпливши з острова, Еней висадився на березі Фракії. Він розраховував знайти там притулок, оскільки фракійський цар Лікург вважався союзником колишнього троянського царя Пріама. Лікургу Пріам дещо раніше передав частину скарбів Трої на випадок падіння міста. Але коли фракійський правитель дізнався про перемогу греків, він негайно убив посла Полідора і заволодів троянськими скарбами. Дізнавшись про це, Еней заснував у Фракії святилище Афродіти і покинув ворожий берег.
Еней вирушив до Делосу, священного острова Аполлона. Там Аполлон наказав йому плисти в Італію. Флот вирушив туди через острів Крит, а потім на Кіферу, де Еней заснував храм своєї матері. Коли троянці обминали Пелопоннес, помер один з супутників Енея — Кінет. Його поховали на мисі, який відтоді називають Кінетом. Далі Еней відновив з жителями Аркадії союз і спрямував кораблі вздовж західного берега Балканського півострова.
Героя дружелюбно прийняли жителі острова Закінф, яким троянці були далекими родичами. На Закінфі Еней з супутниками зміг отримати притулок на зиму. Герой заснував там черговий храм своєї матері та ігри. У храмі поставили дерев'яну статую (ксоанон) богині, а потім таку ж статую самого Енея.
Після зимівлі Еней вирушив далі, минув острів Левкада, мис Акцій і висадився в місті Амбракія. Там мандрівники на деякий час розділилися. Анхіс на кораблях відплив у гавань Бутронт, а Еней з найбільш зрілими воїнами по суші попрямував у Додону, де знаходився оракул Юпітера (Зевса). Там Еней несподівано зустрів інших троянців на чолі з Геленом і його дружиною Андромахою, колишньою дружиною троянського героя Гектора. Гелен і Андромаха розповіли, що після взяття Трої син Ахілла Пірр (або Неоптолем) зробив їх своїми рабами, але після загибелі самого Пірра Гелен став царем, а Андромаха стала його законною дружиною. Гелен володів даром передбачень і підтвердив Енею, що в Італії він стане предком великого народу. Але також Гелен застеріг — не можна висаджуватися на східному березі Італії, оскільки там вже поселилися греки.
Після цього Еней прибув до Бутронта, де його вже чекав з кораблями батько, і плавання продовжилося. Мореплавці, обігнувши Італію з півдня, рушили вздовж північного берега Сицилії до західного. Там мандрівниками трапився покинутий Одіссеєм мореплавець, що допоміг прокласти безпечний шлях між володіннями циклопів. На Сицилії Еней виявив ще вцілілих троянців на чолі з Егістом, що колись були вигнані з Трої царем Лаомедонотом. Ці люди повернулися в Трою за Пріама, а після падіння міста відпливли на Сицилію, яка вже була їхнім другим домом, з Елімом, батьком Егеста. Частина команди Енея вирішила залишитися там і стала предками народу елімів, названих за іменем Еліма. На Сицилії помер Анхіс, а Еней, поховавши батька, продовжив подорож.

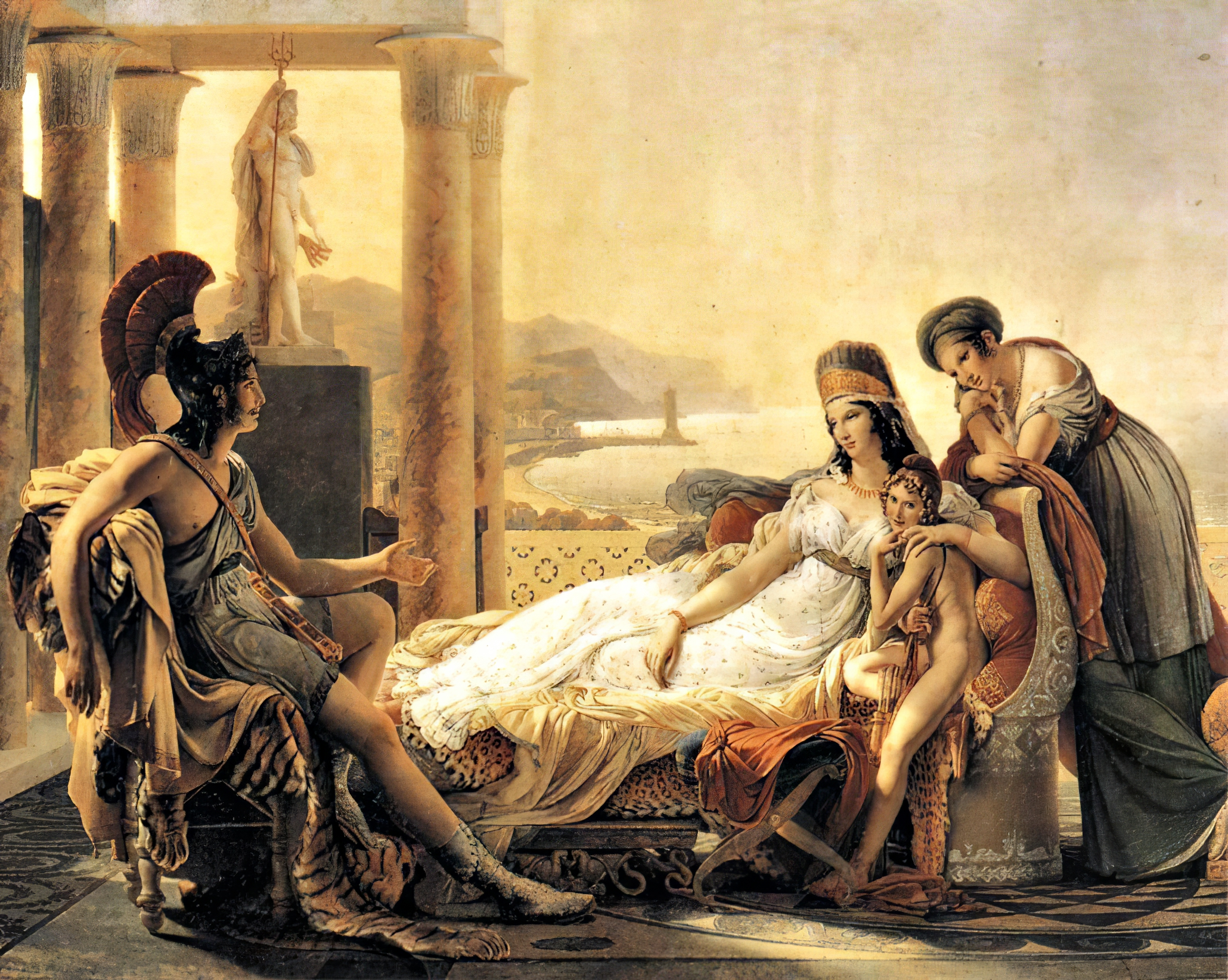
Еней у цариці Дідони. Картина П'єра Нарсіса Герена 1815 року

Богиня Юнона (Гера), яка ненавиділа Енея, намовила бога вітрів Еола створити напрочуд сильну бурю. За мандрівників заступилася Венера і переконала бога вод Нептуна (Посейдона) втихомирити негоду. Еней опинився біля берегів Африки, де в цей час цариця Дідона будувала Карфаген. Аби допомогти троянцям, Венера пробудила в цариці кохання до Енея. Дідона прийняла троянців, а Енея вирішила зробити захисником новозбудованого міста. Одного разу вона влаштувала полювання, під час якого почалося негода. Усі розбіглися, а Еней і Дідона сховалися в печері й віддались коханню, після чого Еней став співправителем Карфагена. Згодом Юпітер послав до Енея Меркурія з докором, що той покинув своє призначення заснувати в Італії нову Трою. Еней був змушений вирушити далі, але Дідона не пускала його. Коли той все ж відплив, цариця Карфагена заколола себе кинджалом. Помираючи, вона прокляла Енея, щоб його нащадки ніколи не знали миру з карфагенянами.
Герой знову прибув до Сицилії, де влаштував у пам'ять про батька грандіозні гри. На березі Кампанії мандрівники зустріли пророчицю Сивілу, котра підтвердила, що Еней заснує місто, яке стане спадкоємцем загиблої Трої. Бажаючи довідатися більше про майбутнє, Еней розпитав у пророчиці як він може спуститися в Аїд, аби розпитати тіні померлих. Зійшовши з допомогою Сивіли в Аїд, він зустрів тінь батька, Дідони і багатьох інших. Від них герой дізнався про своїх численних славних нащадків аж до Октавіана. Енею було провіщено, що нове місто він закладе там, де побачить білу свиню з тридцятьма поросятами і де троянці з'їдять свої столи. Повернувшись на поверхню, Еней продовжив свій шлях.
Зійшовши на берег в царстві Латина, троянці спекли коржі та розклали їх на листі селери. З'ївши коржі, вони з'їли і селеру, чим виконали частину пророцтва. Тим часом син Енея Асканій побачив величезну білу свиню і тридцять поросят. Еней зрозумів, що це кінець мандрів і нова Троя буде саме там. Цареві Латину ж було дано пророцтво — його зятем стане чужоземець і започаткує славетний народ. Тож він з радістю прийняв троянців і запропонував видати за Енея свою дочку Лавінію.

### Війна з італійцями

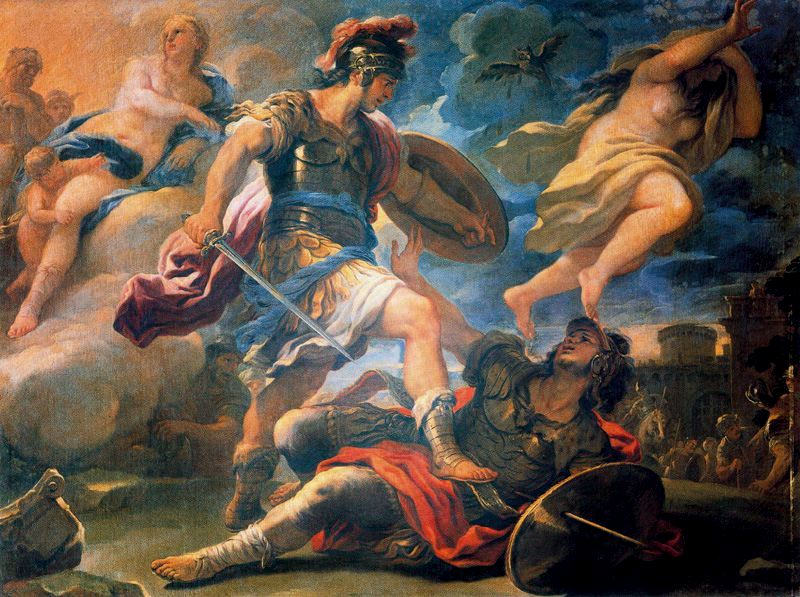
Еней перемагає Турна. Картина Луки Джордано XVII ст.

Дружина Латина Амата не хотіла шлюбу дочки з іноземцем. Підлаштувавши кілька провокацій, Юнона змусила народи Італії піти війною на Енея і його прибічників. Еней вирушив за порадою до старого Евандра. Той дав йому тільки загін на чолі зі своїм онуком Паллантом. Евандр порадив звернутися до етруського царя Тархона. Венера домовилася з богом-ковалем Вулканом створити синові зброю і щит, які вручила йому особисто. Тим часом італійці на чолі з Турном напали на троянців і спалили їхні кораблі. Коли вороги вже увірвалися в табір, прибув Еней з армією етрусків. У розпалі бою боги наслали на Турна видіння Енея. Той, кинувшись убити його, впав на корабель, який понесло у відкрите море. Так італійське військо залишилося без полководця і відступило.
Згодом Турн повернувся і битва відновилася. Еней поклявся, аби задобрити Юнону, що в разі перемоги його народ ніколи не зватиметься троянцями і назва Трої більше не житиме. Богиня за це схилила перемогу на його бік. Турн вразив Палланта, але й сам був убитий в поєдинку Енеєм. Евандр поховав Палланта на пагорбі, який став називатися Палатином. Одружившись на Лавінії, Еней заснував місто, назване на її честь Лавініумом. Після смерті Латина він успадкував його царство.

### Нащадки Енея
Через три роки після заснування Лавініума Еней раптово зник. З'явившись своєму синові, він повідомив, що був узятий богами на небо. Асканій зайняв трон батька і царював багато років. Його нащадками стали брати Нумітор і Амулій. Через суперечку за трон Амулій вигнав брата з царства. Не бажаючи, щоб у брата з'явилися сини, які могли б претендувати на його трон, Амулій примусив доньку Нумітора Рею стати весталкою. Одного разу їй наснилося, що бог Марс оволодів нею. Згодом народила дітей — Ромула і Рема. Дізнавшись про це, Амулій наказав стратити Рею, а дітей викинути в кошику в річку Тибр.
Кошик прибило до берега, де немовлят знайшла вовчиця і вигодувала братів своїм молоком. Пастух Фаустул забрав Ромула і Рема із собою і виховав їх. Ставши дорослими, брати скинули Амулія, а трон повернули Нумітору. На місці, де Фаустул знайшов їх, Ромул з Ремом вирішили заснувати нове місто. Обоє почали сперечатися чиїм іменем його назвати. Щоб припинити сварку, вони стали благати богів послати їм який-небудь знак. Незабаром Рем побачив шість яструбів, а Ромул оголосив, що до нього летять дванадцять. Це тільки розбурхало сварку, в якій Ромул убив брата. Він назвав місто за своїм ім'ям Римом і став у ньому царювати. Як і було навіщовано Енею, Рим став столицею могутньої Римської держави, яка з часом завоювала майже весь відомий тоді світ.
Від онуків Енея, синів Асканія, Юла та Емілія вели своє походження патриціанські роди Стародавнього Риму Юлії та Емілії.

## Культ Енея

Маршрут подорожі Енея

Післягомерівські міфи наділили Енея особливо доброзичливим ставленням богів. Цьому героєві приписувалося владарювання над багатьма народами і заснування численних міст. Римляни розглядали Енея як свого спільного предка, а численні римські діячі називали себе його прямими нащадками.
У нашаруванні міфічних сюжетів, що зосередились навколо Енея, вихідними пунктами були топоніми, зближені з його ім'ям та місцевістю, де процвітав культ Афродіти. Таким чином, перекази про Енея через острови Делос, Епір, Сицилію та через Карфаген дійшли до Італії. У гомерівському гімні до Афродіти Еней залишився після падіння Трої в Троаді і владарював над троянським народом; пізніше поширюється легенда про його переселення на півострів Паллену (Гелланік), де він засновує місто Енею, згодом (за Стесіхором) — у Гесперію. Про троянське походження римлян уперше згадує Тімей (сучасник Пірра), за свідченням якого, Еней заснував Лавіній із святилищем троянських пенатів та Рим. Сам Пірр, на думку Павсанія, вирішив розпочати війну проти римлян під впливом переконання, що він, як нащадок Ахіллеса, буде боротися з нащадками троянців.
У III ст. до н. е. переказ про походження римлян від троянців утвердився в Римі, що знайшло свій вираз у творах Невія, Еннія, Фабія. Рим убачав в Енеєві як представникові стародавнього царства свого предка, а піднесений у I ст. до н. е. рід Юліїв — у сині Енея, Юлі, свого родоначальника.

## Образ у культурі
Сюжети й образи легенд про Енея часто використовувалися в літературі Нового часу. Відома трагічна опера «Еней і Лавінія», текст якої написав Бернар ле Бов'є де Фонтенель, травестійна «Енеїда» І. П. Котляревського тощо.